# Селця-код-Богомоля
Селця-код-Богомоля (хорв. Selca kod Bogomolja) — населений пункт у Хорватії, в Сплітсько-Далматинській жупанії у складі громади Сучурай.

## Населення
Населення за даними перепису 2011 року становило 6 осіб.
Динаміка чисельності населення поселення:

## Клімат
Середня річна температура становить 16,52 °C, середня максимальна – 28,86 °C, а середня мінімальна – 4,24 °C. Середня річна кількість опадів – 819 мм.
| Клімат поселення                              | Клімат поселення | Клімат поселення | Клімат поселення | Клімат поселення | Клімат поселення | Клімат поселення | Клімат поселення | Клімат поселення | Клімат поселення | Клімат поселення | Клімат поселення | Клімат поселення | Клімат поселення |
| Показник                                      | Січ.             | Лют.             | Бер.             | Квіт.            | Трав.            | Черв.            | Лип.             | Серп.            | Вер.             | Жовт.            | Лист.            | Груд.            |                  |
| Середній максимум, °C                         | 13,70            | 12,92            | 15,18            | 18,30            | 23,14            | 27,20            | 28,86            | 28,68            | 24,32            | 20,16            | 15,86            | 13,82            |                  |
| Середня температура, °C                       | 9,36             | 8,56             | 10,88            | 13,98            | 18,80            | 22,86            | 25,86            | 25,70            | 21,32            | 17,16            | 12,86            | 10,86            |                  |
| Середній мінімум, °C                          | 5,00             | 4,24             | 6,52             | 9,64             | 14,42            | 18,56            | 22,86            | 22,74            | 18,34            | 14,20            | 9,90             | 7,86             |                  |
| Норма опадів, мм                              | 84               | 71               | 73               | 66               | 55               | 42               | 29               | 46               | 66               | 91               | 104              | 92               |                  |
| Середньомісячна швидкість вітру, м/с          | 3.48             | 3.78             | 3.90             | 3.48             | 3.00             | 2.80             | 2.90             | 2.66             | 2.98             | 3.10             | 3.88             | 3.96             |                  |
| Середньомісячна сонячна радіація, кДж/м²·день | 5698             | 8407             | 12149            | 16624            | 20319            | 23472            | 25098            | 22085            | 16354            | 10699            | 6212             | 4776             |                  |
| --------------------------------------------- | ---------------- | ---------------- | ---------------- | ---------------- | ---------------- | ---------------- | ---------------- | ---------------- | ---------------- | ---------------- | ---------------- | ---------------- | ---------------- |
| Джерело:                                      |                  |                  |                  |                  |                  |                  |                  |                  |                  |                  |                  |                  |                  |